# Séisme de 2007 aux Îles Salomon
Le séisme de 2007 aux Îles Salomon est un séisme de magnitude 8 qui s'est produit dans les Îles Salomon.
Selon l'USGS, le tremblement de terre a été enregistré à 07:39 heure locale (UTC+11, c'est-à-dire 20:39 UTC le 1er avril 2007). Son épicentre était situé à 10 km de profondeur et à 40 km au sud-sud-est de Gizo, sur l'île de la Nouvelle-Géorgie.
Ce séisme a été suivi sept minutes plus tard par une deuxième secousse, située plus à l'ouest et d'une magnitude de 6,7, selon l'USGS, et d'un tsunami qui ravagea les habitations côtières de l'archipel. Selon Alfred Maesulia, porte-parole du gouvernement des Salomon, « la vague a atteint dix mètres dans certains villages. Certaines localités ont été balayées. ».
Au 5 avril, selon le Département d'État américain, le nombre de victimes est estimé à 30 morts, 19 blessés, 5 400 personnes sans abri. Le nombre de disparus reste inconnu.